# نندورف
نندورف (به آلمانی: Nenndorf) یک شهر در آلمان است که در Wittmund واقع شده‌است. نندورف ۷۲۴ نفر جمعیت دارد.